# Энгельберт I (граф Марка)
Энгельберт I (нем. Engelbert I. von der Mark; ум. 16 ноября 1277) — граф Марка.

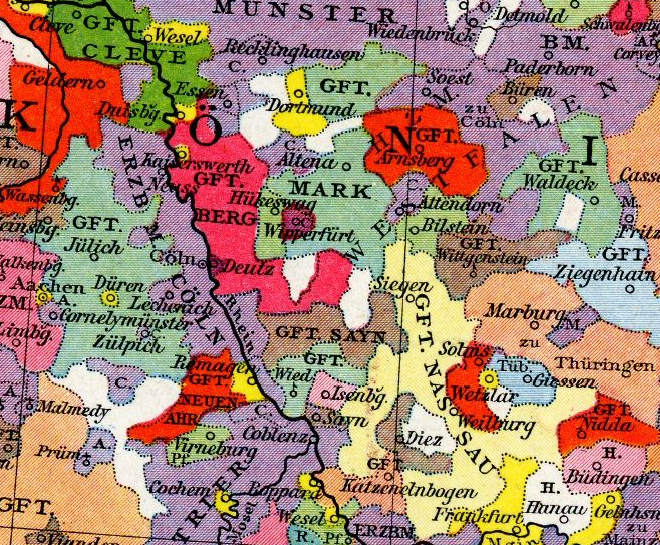
Графство Марк в XIII веке (в центре)

Сын Адольфа I фон дер Марка. После смерти отца в 1249 году был вынужден уступить часть наследственных владений (Альтену и Бланкенштейн) своему брату Оттону, который был каноником в Льеже, но решил снять с себя духовный сан. Раздел был недолгим: в 1262 году Оттон умер бездетным, и с тех пор Альтена окончательно вошла в состав графства Марк.
Несколько лет Энгельберт фон дер Марк враждовал со своим тёзкой — архиепископом Кёльна Энгельбертом II. Дело доходило до военных столкновений и захвата территорий, но в 1265 году был заключен мир, скреплённый брачным союзом между графом (к тому времени овдовевшим) и племянницей прелата.
В 1274 году, при архиепископе Зигфриде фон Вестербурге, война возобновилась. Против Кёльна выступил союз вестфальских князей, в состав которого входил и Энгельберт фон дер Марк.
В 1277 году на графа, проезжавшего недалеко от Текленбурга, напал Герман II фон Лон, тяжелораненого захватил в плен и заточил в Бредеворте. Там Энгельберт и умер.
Его сын Эберхард взял Бредеворт штурмом и разрушил. Он забрал тело отца и похоронил его в монастыре Коппенберг.

## Семья
Энгельберт I был женат дважды. Его первая жена — Кунигунда фон Блискастель, вторая — Елизавета фон Фалькенбург, племянница кёльнского архиепископа Энгельберта II.
Дети:
в первом браке
- Агнесса, жена графа Генриха фон Виндек
- София, жена графа Людвига II фон Цигенхайн
- Рихардис, жена графа Отто III фон Текленбург-Бентхайм († 1285)
- Эберхард I фон дер Марк (ум. 1308)
- Адельгейда, жена Оттона Клевского.

во втором браке
- Мехтильда, жена графа Флориса фон Бертхоут
- Герхард, женат на Елизавете, дочери графа Жана де Даммартена.